# Arc-sous-Montenot
Arc-sous-Montenot är en kommun i departementet Doubs i regionen Bourgogne-Franche-Comté i östra Frankrike. Kommunen ligger i kantonen Levier som tillhör arrondissementet Pontarlier. År 2022 hade Arc-sous-Montenot 228 invånare.

## Befolkningsutveckling
Antalet invånare i kommunen Arc-sous-Montenot
Referens:INSEE